# Theodora Lang
Theodora Wilhelmine Linderstrøm Lang (3. maj 1855 – 16. december 1935) var grundlægger af Th. Langs Skoler i Silkeborg.

## Tidlige liv og uddannelse
Hun blev uddannet på Louise Westergaards privatlærerindekursus i København og virkede derefter i 7 år som huslærer. I 1881-82 var hun som elev omkring N. Zahles Skole og efter endt eksamen overtog hun en pigeskole i Silkeborg.

## Th. Langs Skoler
Allerede i 1886 stod den første bygning tegnet af Anton Rosen klar. Theodora Lang lagde ud med en pigeskole, men udvidede hurtigt også at uddanne lærerinder startende med privatlærerinder, derefter forskolelærerinder og i 1896 lærerindeseminarieum og i 1907 dimissionsret til studentereksamen. Opbygningen af imperiet som kort er skitseret her blev til ved Theodora Langs stærke vilje og gode forbindelser i byen. Imperiet udvidedes hurtigt og de mange udgifter til bygninger kunne være vanskelige at løfte. Samarbejdet med kommunen skiftede med den politiske farve. I de første år anså kommunen Th. Langs skoler for at være et billigt alternativ til at udvide skolerne. Senere da der kom socialdemokrater for bordenden i byrådet opfattede man mere Th. Langs skoler som privatskoler for det bedre borgerskabs børn.